# 松本町 (各務原市)
松本町（まつもとちょう）は、岐阜県各務原市の地名。現行行政町名は松本町及び松本町一丁目、二丁目。

## 地理
各務原市の稲羽地区の東部（旧・前宮村）に属する。
町域の東部は下切町、西部は上中屋町、南部は川島小網町、北部は山脇町及び那加官有地無番地（岐阜基地）である。
住民は松本町一丁目、二丁目に住んでおり、丁番の無い松本町は飛地である。二丁目には各務原第2工業団地がある。
町域の南には木曽川が流れる。
道路
- 県道95号芋島鵜沼線
- 木曽川街道
- 稲羽本通り

## 歴史
この地域は江戸時代は美濃国羽栗郡松本村であった。1897年（明治30年）に松本村、下中屋村、上中屋村、大佐野村、成清村、神置村と合併し羽島郡中屋村が発足。中屋村大字松本となる。
1955年（昭和30年）に稲葉郡更木村、前宮村、羽島郡中屋村が合併、稲葉郡稲羽町が発足すると稲羽町松本町に改称。1963年（昭和38年）、蘇原町、鵜沼町、鵜沼町、稲羽町が合併し各務原市が発足すると、各務原市松本町となる。
1981年（昭和56年）8月20日、稲羽西部土地改良区の区画整理により、松本町一・二丁目が成立。

## 世帯数と人口
2024年（令和6年）10月1日現在の世帯数と人口は以下の通りである。尚、丁番の無い松本町の住民は0人である。
| 丁目         | 世帯数  | 人口  |
| ------------ | ------- | ----- |
| 松本町       | 0世帯   | 0人   |
| 松本町一丁目 | 101世帯 | 279人 |
| 松本町二丁目 | 44世帯  | 73人  |
| 計           | 145世帯 | 352人 |

## 小・中学校の学区
市立小・中学校に通う場合、学区は以下の通りとなる。
| 番・番地等 | 小学校                 | 中学校               |
| ---------- | ---------------------- | -------------------- |
| 全域       | 各務原市立稲羽西小学校 | 各務原市立稲羽中学校 |

## 主な施設
- 各務原第2工業団地
- 松本町公民館
- 松本公園
- 白鬚神社
- 慈勝寺

## 交通
- 各務原市ふれあいバス稲羽線、川島線